# Milo (pel·lícula)
Milo és una pel·lícula estatunidenca dirigida per Pascal Franchot, estrenada l'any 1998. Ha estat doblada al català.

## Argument
A una tranquil·la ciutat, quatre joves presencien el brutal assassinat d'una de les seves companyes de classe a les mans de Milo, un misteriós noi que viu a l'altre costat de la ciutat. Després de l'assassinat, el pare de Milo diu haver trobat al seu fill mort al riu. Setze anys després, les quatre noies segueixen encara obsessionades per la mort de llur amiga i l'esgarrifosa visió de l'assassí. Es tornen a trobar a les noces d'una d'elles a la petita ciutat del trauma de llur infància. Claire Mullins, professora, accepta un treball en la població. En menys d'una setmana, les altres tres noies són assassinades. Claire comença a obsessionar-se amb la reaparició del demoníac Milo. Està segura que no es va ofegar quan era nen i, potser Milo, ha reprès el seu setge.

## Repartiment
- Jennifer Jostyn: Clara Mullins
- Antonio Fargas: Kelso
- Asher Metchik: Milo Jeeder
- Paula Cala: Marian
- Richard Portnow: Tinent Parker
- Vincent Schiavelli: Dr. Matthew Jeeder
- Maya McLaughlin: Abigail Scott
- Walter Olkewicz: Jack Wyatt
- Jordan Warkol: Evan